# سکستون (آیووا)
سکستون (به انگلیسی: Sexton) شهری در ایالت آیووا کشور ایالات متحده آمریکا است که جمعیت آن در سرشماری سال ۲۰۱۰ میلادی، ۳۷ نفر بوده‌است.